# Ормізд I (кушаншах)

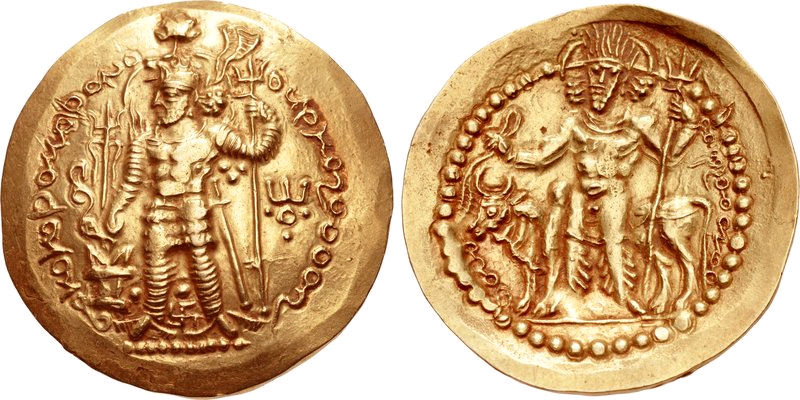
Монета Ормізда I

Ормізд I (д/н — 300) — 3-й кушаншах у 275—300 роках. Його ім'я є середньоперським аналогом Агура Мазди.

## Життєпис
Походив з династії Сасанідів. Був молодшим сином шахиншаха Бахрама I. 275 року за невідомих обставин зайняв трон Держави кушаншахів. Це збіглося зі смертю кушаншаха Пероза I. Можливо, той повстав проти шахиншаха Бахрама II, брата Ормізда. В результаті брати перемогли й повалили Пероза I, а Ормізд став новим кушаншахом.
Ймовірно до 280 року Ормізд I повністю контролював Транскосіану, Тохаристан, Ферганську долину, область Чач і Тарим. Став практично повністю карбувати монети за сасанідським зразком. Монетні двори розташовувалися в Кабулі, Балху, Гераті та Мерві.
У 282 році спільно з родичем Орміздом, намісником Сакастану (за іншою версією обидва Ормізда є однією тією ж особою), повстав проти брата, прийнявши титул «великого шахиншаха кушан». Допомогу отримав від Васудеви II, царя індійських кушан. Війна тривала до 283 року, коли Ормізд I зазнав поразки. 
Втім загроза з боку Римської імперії змусила Бахрама II залишити усі володіння братові. Проте владу кушаншаха суттєво обмежили. Тепер він фактично перетворився лише на напівнезалежного сатрапа.
Помер Ормізд I 300 року. Йому спадкував син або родич Ормізд II.